# Odelsen
Koordinaten: 51° 20′ 0″ N, 9° 12′ 50″ O
Odelsen war eine im Jahre 1074 erstmals urkundlich erwähnte Dorfsiedlung in der heutigen Gemarkung der nordhessischen Stadt Wolfhagen, Landkreis Kassel, die im Jahr 1520 in einer Urkunde des Klosters Breitenau als „Udalshusen“ letztmals erwähnt wurde. Das kleine Dorf befand sich etwa 3 km nordöstlich von Wolfhagen auf 285 m am Südufer des Lohbachs, an der Stelle der heutigen Siedlung Philippinenthal, des nördlichen Teils des Wolfhager Stadtteils Philippinenburg und -thal.

## Geschichte
Der Ort wurde 1074 in einer Besitzurkunde des Klosters Hasungen erstmals erwähnt, und in den Jahren 1123, 1209, 1253 und 1310 wird beurkundet, dass das St. Petri-Stift in Fritzlar den Zehnten in Odelsen einnahm. Ab 1253 gehörte die Hälfte des Rottzehnten dem Kloster Hasungen.
Der Ortsname erschien im Laufe der Zeit in vielfach wechselnder Schreibweise: Odolvehusen (1081), Odolfeshusen  (1123), Odolfesen (1209), Odelsen (1321), Odilissen (1409), Odilssen (1424), Odolfeshusen (1424), Odelschen (1424), Odelheim (1435), Odolshusen (1435), Odilsheim (1450), Odelßen (1510) und Udalshusen (1520).